# Richard White (rugbista)
Richard Alexander White, detto Tiny (Gisborne, 11 giugno 1925 – 10 marzo 2012), è stato un rugbista a 15, politico e dirigente sportivo neozelandese, seconda linea degli All Blacks tra il 1949 e il 1956.

## Biografia
Nato a Gisborne, nella regione omonima, nel 1925, Richard White crebbe in una fattoria del villaggio rurale di Ngapata; dopo la fine della seconda guerra mondiale servì nel contingente dell'esercito neozelandese che prese parte all'occupazione del Giappone.
Alla fine del servizio militare il Governo gli garantì un appezzamento di terreno coltivabile e nel 1949 si sposò; dal matrimonio sono nati tre figli e due figlie.
In parallelo all'attività di agricoltore, fu impegnato nel rugby, disciplina nella quale rappresentò la provincia neozelandese di Poverty Bay durante tutta la sua carriera agonistica, guadagnandosi il soprannome di Tiny (piccolo) come ironico contraltare alla sua statura (188 centimetri) e alla stazza (un quintale di peso).
Disputò il suo primo test match per gli All Blacks il 3 settembre 1949 a Wellington, contro l'Australia per la Bledisloe Cup, e fu presente in tutti i tour disputati fino al 1956, imponendosi come seconda linea di personalità.
Nel corso del tour del Sudafrica del 1956 disputò i suoi ultimi incontri internazionali; l'ultimo assoluto fu il 1º settembre ad Auckland, allorché fu colpito in una mischia dal pilone degli Springbok Jaap Bekker alla schiena
; Bekker intendeva vendicarsi del trattamento subìto nel test match precedente dal neozelandese Kevin Skinner, il quale era stato richiamato in squadra due anni dopo il suo ritiro per opporsi al gioco intimidatorio dei sudafricani, e che aveva trattato con le maniere forti sia Bekker che il suo compagno di reparto Chris Koch.
Durante una mischia Bekker tirò un calcio a Skinner, ma per errore prese White, che fu costretto a uscire dal campo in barella e non giocò più in Nazionale; un anno più tardi, per i postumi di quel colpo ricevuto, smise anche di giocare a livello di club.
Bekker ammise solo nel 1999, poco tempo prima di morire, di essere stato lui l'autore della scorrettezza ai danni di Richard White.
Tornato alla sua attività di agricoltore, fu per 15 anni fiduciario del Queen Elizabeth II National Trust, organizzazione di difesa e tutela del paesaggio, e a cavallo tra gli anni settanta e ottanta fu anche sindaco di Gisborne.
Uno dei suoi figli, David, fu rugbista per Canterbury, e non accettò, nel 1981, l'invito di scendere in campo contro una selezione non ufficiale del Sudafrica ad Auckland per protesta contro la politica di apartheid all'epoca vigente in quel Paese; un altro figlio, Chris, fu membro della squadra olimpica di canottaggio e medaglia di bronzo nel Quattro Con a Seul nel 1988.
Morì a Gisborne, sua città natale, il 10 marzo 2012 a 86 anni; dal 1999 era insignito della medaglia del Queen's Service Order per i servigi resi alla sua comunità nei vari incarichi ricoperti.